# The Naked Brothers Band: The Movie
Pour plus de détails, voir Fiche technique et Distribution.
The Naked Brothers Band: The Movie est un film musical américain écrit et réalisé par Polly Draper en 2005.
La réalisatrice met en scène ses propres enfants Nat et Alex Wolff sous la forme d'un documentaire parodique. Ils incarnent les membres d'un groupe de rock fictif confronté au succès mais tiraillé par des dissensions internes.
Ce film musical destiné aux enfants a ensuite été adapté en série par la chaîne Nickelodeon de 2007 à 2009 sous le titre The Naked Brothers Band (en).

## Synopsis
Nat et Alex, âgés respectivement de neuf et six ans, sont membres du groupe The Silver Boulders avec Thomas, David et Josh. Alors qu'ils rencontrent du succès depuis leur signature sur un label discographique, la création de nouvelles chansons est source de désaccords, allant jusqu'à causer leur séparation. Nat et Alex se retrouvent complètement déprimés, mais ils parviennent malgré tout à fonder un nouveau groupe : The Naked Brothers Band.

## Fiche technique
- Titre original : The Naked Brothers Band: The Movie
- Réalisation : Polly Draper
- Scénario : Polly Draper
- Musique : Michael Wolff (en) et Nat Wolff
- Chansons : Nat Wolff et Alex Wolff
- Direction artistique : Ethan Tobman
- Costumes : Sarah Shirley
- Photographie : Ken H. Keller et Robert Levi
- Montage : Craig Cobb
- Production : Polly Draper, Ken H. Keller, Jonathan Pillot, Caron Rudner et Michael Wolff
- Sociétés de distribution : Paramount Home Entertainment, Nickelodeon et Worldwide Biggies
- Pays d’origine :  États-Unis
- Langue originale : anglais
- Format : couleur – 1,78:1 – son Dolby Digital
- Genre : film musical
- Durée : 90 minutes
- Dates de sortie : 
  - États-Unis : 23 octobre 2005 (Festival international du film des Hamptons)
  - États-Unis : 27 janvier 2007 (1re diffusion à la télévision sur Nickelodeon)

## Distribution
- Nat Wolff : Nat
- Alex Wolff : Alex
- Joshua Kaye : Josh
- David Levi (en) : David
- Thomas Batuello : Thomas
- Cole Hawkins (en) : Cole
- Allie DiMeco : Rosalina
- Jesse Draper (en) : Jesse
- Michael Wolff (en) : le père
- Cooper Pillot : Cooper
- John B. Williams : John B.
- Jonathan Pillot : Mort Needleman
- John Behlig : John, un enseignant
- Judy Anderson : Judy, une enseignante
- Tim Draper : le principal Schmoke
- Noelle Beck : Katrina
- Phoebe Legere (en) : Elsie
- John Rue : Alvin
- George Stoian : George, le garde du corps
- Erik Jensen (en) : le photographe
- Adam Draper : Donny Timmerman
- Coulter Mulligan : Johnny Timmerman
- Billy Draper : Billy Timmerman
- Tyrel Jackson Williams : le garçon avec une guitare
- Shelby Young : une fan
- Plusieurs personnalités du cinéma, de la musique et du journalisme font également des caméos : Cindy Blackman, Timothy Busfield, Ann Curry, Polly Draper (la réalisatrice), Arsenio Hall, Mel Harris, Peter Horton, Ricki Lake, Cyndi Lauper, Melanie Mayron, Julianne Moore, Ken Olin, Tony Shalhoub, David Thornton, Uma Thurman, Patricia Wettig et Nancy Wilson.